# Гуачинанго (муниципалитет)
Гуачинанго (исп. Guachinango) — муниципалитет в Мексике, в штате Халиско, с административным центром в одноимённом посёлке. Численность населения, по данным переписи 2020 года, составила 4199 человек.

## Общие сведения
Название Guachinango с языка науатль можно перевести как: место, окружённое деревьями.
Площадь муниципалитета равна 837,7 км², что составляет 1,1 % от общей площади штата, а наиболее высоко расположенное поселение Эль-Реалито находится на высоте 1691 метр.
Гуачинанго граничит с другими муниципалитетами штата Халиско: на востоке с Амекой, на юге и юго-западе с Мистланом, на западе с Маскотой и Сан-Себастьян-дель-Оэсте, а на севере и востоке граничит с другим штатом Мексики — Наяритом.

## Учреждение и состав
Муниципалитет был образован 7 мая 1885 года, по данным 2020 года в его состав входит 52 населённых пункта, самые крупные из которых:
| Код INEGI                  | Населённый пункт                                                                           | Численность населения (2005 год) | Численность населения (2010 год) | Численность населения (2020 год) |
| -------------------------- | ------------------------------------------------------------------------------------------ | -------------------------------- | -------------------------------- | -------------------------------- |
| 038                        | Всего                                                                                      | 4138                             | 4323                             | 4199                             |
| 0001                       | Гуачинанго (исп. Guachinango) 20°34′35″ с. ш. 104°22′38″ з. д. (административный центр)    | 1784                             | 1847                             | 2124                             |
| 0016                       | Ла-Сьенега-де-лос-Аумада (исп. La Ciénega de los Ahumada) 20°41′16″ с. ш. 104°28′46″ з. д. | 222                              | 245                              | 267                              |
| 0045                       | Льяно-Гранде (исп. Llano Grande) 20°46′44″ с. ш. 104°31′20″ з. д.                          | 231                              | 254                              | 242                              |
| 0121                       | Амахакильо (исп. Amajaquillo) 20°55′44″ с. ш. 104°36′03″ з. д.                             | 272                              | 283                              | 219                              |
| 0061                       | Эль-Ранчито (исп. El Ranchito) 20°52′12″ с. ш. 104°31′21″ з. д.                            | 184                              | 194                              | 173                              |
| 0072                       | Санта-Исабель-де-Килилья (исп. Santa Isabel de Quililla) 20°29′39″ с. ш. 104°18′29″ з. д.  | 126                              | 138                              | 161                              |
| 0076                       | Эль-Табильо (исп. El Tablillo) 20°48′11″ с. ш. 104°32′51″ з. д.                            | 163                              | 167                              | 155                              |
| —                          | Прочие                                                                                     | 1156                             | 1195                             | 858                              |
| Названия на карте Генштаба |                                                                                            |                                  |                                  |                                  |

## Экономическая деятельность
По статистическим данным 2000 года, работоспособное население занято по секторам экономики в следующих пропорциях:
- сельское хозяйство, животноводство и рыбная ловля — 54,9 %;
- промышленность и строительство — 15,4 %;
- торговля, сферы услуг и туризма — 28,2 %;
- безработные — 1,5 %.

## Инфраструктура
По статистическим данным 2020 года, инфраструктура развита следующим образом:
- электрификация: 98,2 %;
- водоснабжение: 83,4 %;
- водоотведение: 95,6 %.